# Spellbinder
Spellbinder is een 26-delige Australisch/Poolse sciencefictiontelevisieserie, geproduceerd door Film Australia & Telewizja Polska in samenwerking met Australian Children's Television Foundation. De serie werd uitgezonden in 1995.
Na deze serie is het vervolg Spellbinder 2: Land of the Dragon Lord in 1998 opgenomen. Deze serie werd geproduceerd in samenwerking met China.

## Verhaal
De serie vertelt het verhaal van Paul Reynolds en zijn vrienden die in Sydney, Australië, wonen. Op een schoolexcursie in de Blue Mountains komt Paul door een ongeluk terecht in een parallelle wereld. De wereld is gelijkaardig aan de onze, maar primitiever van aard. De televisieserie speelt zich zowel in de parallelle wereld (eerste dertien afleveringen) als in de wereld waarin we leven af.(aflevering 14 tot en met 26).
Paul probeert zich zo goed mogelijk staande te houden in deze nieuwe wereld, waarin de primitieve bevolking blijkt te worden geregeerd door zogenaamde Spellbinders. Deze Spellbinders hebben ontdekt hoe ze statische elektriciteit kunnen opwekken en manipuleren. Deze elektriciteit is de belangrijkste energiebron en wordt opgeslagen in oranje kristallen, een soort van batterijen. Ze gebruiken dit om zich voor te doen als magiërs. Met name de Spellbinder Ashka, die in het geheim een staatsgreep plant tegen haar meesters, de regenten, is erg in Paul en zijn wereld geïnteresseerd. Ze probeert via Paul sterkere wapens en technologie in handen te krijgen om zo de macht over te kunnen nemen.
Paul krijgt hulp van een boerenmeisje genaamd Riana en een oudere Spellbinder genaamd Correon. Ook proberen zijn vrienden in onze wereld hem terug te halen. Dit lukt uiteindelijk, maar Riana en Ashka belanden hierdoor ook in Paul’s wereld. Ashka maakt van deze gelegenheid gebruik om een sterker energiepak te bemachtigen. Paul kan haar uiteindelijk ontmaskeren, en ze wordt als gevangene teruggestuurd naar haar eigen wereld.

## Productie
De serie is in 1995 opgenomen. De opnamen vonden plaats zowel in Australië waar "Paul's World" afspeelt, als in Polen waar "Riana's World" zich afspeelt. Een markant feit is dat er ook in de wereld van de Spellbinders Engels wordt gesproken. Aangezien de opnamen in deze parallelle wereld gedraaid werden in Polen, bevatten vele namen in deze wereld Oost-Europese klanken.
In de serie wordt vaak gebruikgemaakt van de chromakeytechnologie, bijvoorbeeld voor het laten vliegen van de luchtschepen van de Spellbinders of het weergeven van energieballen.

## De wereld van de Spellbinders
Over de wereld van de Spellbinders is weinig bekend. In de serie wordt hier ook niet veel over uitgeweid en de geschiedenis van de Spellbinders komt slechts af en toe ter sprake.
De Spellbinders hadden lang geleden een zeer geavanceerde maatschappij qua technologie, hoewel hun dagelijkse leven in vergelijking met onze wereld nog steeds erg simpel was. Zo wonen ze in kastelen en is landbouw nog altijd de primaire voedselbron. Op een bepaald ogenblik gebeurde er echter een ramp waardoor veel van de kennis verloren is gegaan. Deze ramp staat nu bekend als “de duisternis”. De vroegere technologieën worden nog wel gebruikt, maar worden amper verder ontwikkeld bij gebrek aan fundamentele kennis. In de serie laat men uitschijnen dat de oude Spellbinders hier zelf voor verantwoordelijk zijn. Na de ramp ontstond rond de leefruimte van de Spellbinders een niemandsland waar niets kon groeien en niemand kon overleven.
Zoals bij alle heersers wordt deze energie meestal voor goede dingen gebruikt, terwijl sommigen (Spellbinder Ashka) deze misbruiken. Spellbinders beschikken over energiepakken, waarmee sterke elektrische ontladingen, onder de vorm van energieballen, opgewekt kunnen worden, en magische ogen, een soort gsm's. Verder hebben ze luchtschepen die vliegen met behulp van een magnetisch veld. Ze gebruiken deze technologie om de inwoners van hun wereld te laten denken dat ze tovenaars zijn. Slechts een enkeling mag de ware toedracht kennen en leerling worden van een Spellbinder. Sinds De Duisternis hebben de huidige Spellbinders echter nog maar beperkte kennis over hun eigen technologie. Alle technologie van Spellbinders wordt van stroom voorzien door krachtstenen; stenen die werken als een soort batterijen.
De spellbinderwereld wordt geregeerd door een raad van drie regenten.

## Rolverdeling

### Hoofdpersonages
| Personage         | Acteur/Actrice   |
| ----------------- | ---------------- |
| Paul Reynolds     | Zbych Trofimiuk  |
| Riana             | Gosia Piotrowska |
| Alex Katsonis     | Brian Rooney     |
| Katrina Muggleton | Michela Noonan   |
| Brian Reynolds    | Andrew McFarlane |
| Ashka             | Heather Mitchell |
| Correon           | Krzysztof Kumor  |
| Gryvon            | Rafał Zwierz     |

### Nevenpersonages
| Personage          | Acteur/Actrice       |
| ------------------ | -------------------- |
| Luka               | Joachim Lamża        |
| Marna              | Hanna Dunowska       |
| Zander             | Piotr Adamczyk       |
| Arla               | Julia Biczysko       |
| Clayhill Summoner  | Stanislaw Brejdygant |
| Jal                | Erland Buchan        |
| Christine Reynolds | Georgina Fisher      |
| Bron               | Andrzej Grabarczyk   |
| Maran              | Sława Michalewska    |
| Mrs. Muggleton     | Judy Morris          |

## Afleveringen
| Aflevering | Titel                        |
| ---------- | ---------------------------- |
| 1          | The Big Bang                 |
| 2          | Where Am I                   |
| 3          | Finding The Way Home         |
| 4          | It Isn't Magic, It's Science |
| 5          | Secrets                      |
| 6          | Show Me Your World           |
| 7          | The Gunpowder Plot           |
| 8          | Secrets Of The Spellbinders  |
| 9          | The Labyrinth                |
| 10         | Desperate Measures           |
| 11         | The Centre Of Power          |
| 12         | Spellbinder Jack             |
| 13         | The Final Challenge          |
| 14         | Lost and Found               |
| 15         | Hospitality                  |
| 16         | Breakout                     |
| 17         | The Trojan Toffee Trolley    |
| 18         | Run!                         |
| 19         | Reunions                     |
| 20         | Alien Invasion               |
| 21         | Hunt For Ashka               |
| 22         | Clowning Around              |
| 23         | High Tech Power Suit         |
| 24         | A Spellbinder In The House   |
| 25         | Breakfast Of Champions       |
| 26         | Flight                       |